# Carburo di vanadio
Il carburo di vanadio è un materiale refrattario estremamente duro, di formula VC.
Ha l'aspetto di polvere inodore dal colore grigio metallico.
Presenta struttura cristallina cubica.
Viene utilizzato come additivo dell'acciaio negli strumenti di taglio.